# Zweisimmen
Zweisimmen es una comuna suiza del cantón de Berna, situada en el distrito administrativo de Obersimmental-Saanen. Limita al norte con Boltigen, al este con Diemtigen, al sur con Sankt Stephan, y al oeste con Saanen.
Hasta el 31 de diciembre de 2009 capital del distrito de Obersimmental. La comuna comprende las localidades de Blankenburg, Grubenwald, Mannried, Oberried, Oeschseite y Reichenstein. Blankenburg es la capital del distrito de Obersimmental.

## Turismo
- Estación de esquí.

## Transporte
Ferrocarril
- Línea ferroviaria BLS Spiez - Zweisimmen.
- Línea ferroviaria MOB Zweisimmen – Gstaad – Montreux.
- Línea ferroviaria MOB Zweisimmen – Lenk im Simmental.